# Saku Kuusisto
Saku Kuusisto (ur. 9 marca 1982 w Uusikaupunki) – fiński lekkoatleta specjalizujący się w rzucie oszczepem.
W 1999 został wicemistrzem świata juniorów młodszych (używając sprzętu o wadze 700 gramów). Dwa lata później zdobył brązowy medal mistrzostw Europy juniorów. Bez sukcesów startował w czempionacie Starego Kontynentu młodzieżowców w 2003. W kategoriach juniorów i młodzieżowców medalista mistrzostw Finlandii (także w nietypowych zawodach halowych) oraz reprezentant kraju w meczach międzypaństwowych. 
Rekord życiowy: 78,40 (14 lipca 2001, Kuopio).

## Osiągnięcia
| Rok  | Impreza                               | Miejsce   | Pozycja           | Wynik |
| ---- | ------------------------------------- | --------- | ----------------- | ----- |
| 1999 | Mistrzostwa świata juniorów młodszych | Bydgoszcz | 2. miejsce        | 78,73 |
| 2001 | Mistrzostwa Europy juniorów           | Grosseto  | 3. miejsce        | 76,98 |
| 2003 | Młodzieżowe mistrzostwa Europy        | Bydgoszcz | el. – 14. miejsce | 70,61 |